# Toma Árpád
Toma Árpád (Pécs, 1958. január 3. –) válogatott labdarúgó, hátvéd, edző. A labdarúgás mellett társasházkezeléssel foglalkozik.

## Pályafutása

### Klubcsapatban
1972-ben a Pécsi Sportiskolában kezdte a labdarúgást. 1977-ben a Pécsi MSC színeiben mutatkozott be az élvonalban. Az 1985–86-os idényben ezüstérmes volt a csapattal. 1989-ig 351 bajnoki mérkőzésen szerepelt és 9 gólt szerzett. Ezt követően egy idényt a Komlói Bányászban játszott, majd a finn Kemin PS játékosa lett, ahonnan ismét Komlóra tért vissza. 1992-ben a német SV Sallern csapatában játszott.

### A válogatottban
1987-ben öt alkalommal szerepelt a válogatottban. Hétszeres olimpiai válogatott (1986), 1974–1977 között közel ötvenszer játszott korosztályos válogatottakban. Az U18-as válogatottban Európa Bajnoki ezüstérmes (1976). Az első U20-as világbajnokságon Tunéziában tagja volt a magyar csapatnak (1977).

### Edzőként
1997-2000-ig az NB II-es Beremend edzője volt. 1997-98-as szezonban bronzérmet ért el a csapattal. A PMFC felnőtt csapatánál pályaedzőként tevékenykedett. 2000. szeptember 18-án a távozó Szapor Gábor helyett kinevezték a csapat vezetőedzőjének. Ezt a posztot 2001. áprilisáig töltötte be. 2003-05 között Szentlőrincen edzősködött, ahol NB-3-as bajnokságot szereztek. Később a Pécs utánpótlás csapatainál dolgozott. 2010-től 5 éven keresztül megye I. osztályban szereplő Sellye edzője lett. Eredményei Sellyén egy bajnoki cím és egy 3. hely. 2015-től újra a PMFC utánpótlás akadémián dolgozik.

### Szövetségi feladatok
Szövetségi ellenőrként tevékenykedik, NB-s osztályokban.

## Sikerei, díjai
- Magyar bajnokság
  - 2.: 1985–86
- Magyar kupa (MNK)
  - döntős: 1987

## Statisztika

### Mérkőzései a válogatottban
| Magyarország | Magyarország         | Magyarország                | Magyarország  | Magyarország | Magyarország | Magyarország | Magyarország | Magyarország |
| #            | Dátum                | Helyszín                    | Hazai         | Eredmény     | Vendég       | Kiírás       | Gólok        | Esemény      |
| ------------ | -------------------- | --------------------------- | ------------- | ------------ | ------------ | ------------ | ------------ | ------------ |
| 1.           | 1987. szeptember 9.  | Glasgow, Hampden Park       | Skócia        | 2 – 0        | Magyarország | barátságos   | -            |              |
| 2.           | 1987. szeptember 23. | Varsó, Legia-stadion        | Lengyelország | 3 – 2        | Magyarország | Eb-selejtező | -            |              |
| 3.           | 1987. október 14.    | Budapest, Népstadion        | Magyarország  | 3 – 0        | Görögország  | Eb-selejtező | -            |              |
| 4.           | 1987. november 18.   | Budapest, Népstadion        | Magyarország  | 0 – 0        | NSZK         | barátságos   | -            |              |
| 5.           | 1987. december 2.    | Budapest, Üllői úti Stadion | Magyarország  | 1 – 0        | Ciprus       | Eb-selejtező | -            |              |
|              | Összesen             |                             |               | 5            | mérkőzés     |              | 0            | gól          |